# ویندوز سرور ۲۰۱۶
ویندوز سرور ۲۰۱۶ هفتمین نسخه از سیستم عامل ویندوز سرور است که توسط مایکروسافت به عنوان بخشی از خانواده سیستم عامل‌های ویندوز ان‌تی ساخته شده‌است. این سیستم عامل همزمان با ویندوز ۱۰ توسعه داده شده و جانشین ویندوز سرور ۲۰۱۲ آر۲ است. اولین نسخه (پیش نمایش اولیه) در تاریخ ۱ اکتبر ۲۰۱۴ در دسترس قرار گرفت. ویندوز سرور ۲۰۱۶ در تاریخ ۲۶ سپتامبر ۲۰۱۶ در کنفرانس Microsoft Ignite منتشر شد و به‌طور گسترده در ۱۲ اکتبر ۲۰۱۶ برای خرده فروشی عرضه شد.